# Muhammad Nashnoush
Muhammad Nashnoush (Trípoli, 14 de junho de 1988) é um futebolista líbio que atua como goleiro.

## Carreira
Muhammad Nashnoush representou o elenco da Seleção Líbia de Futebol no Campeonato Africano das Nações de 2012.